# Ependes
Ependes é uma comuna da Suíça, no Cantão Friburgo, com cerca de 1.029 habitantes. Estende-se por uma área de 5,63 km², de densidade populacional de 183 hab/km². Confina com as seguintes comunas: Arconciel, Ferpicloz, Le Mouret, Marly, Senèdes, Villarsel-sur-Marly.
A língua oficial nesta comuna é o Francês.